# 1991 en santé et médecine
| Années de la santé et de la médecine : 1988 - 1989 - 1990 - 1991 - 1992 - 1993 - 1994    |
| Décennies de la santé et de la médecine : 1960 - 1970 - 1980 - 1990 - 2000 - 2010 - 2020 |

Cet article présente les faits marquants de l'année 1991 en santé et médecine.

## Décès
- 11 janvier :  Charles Dubost (né en 1914), chirurgien français.

Date à préciser
- Paul-René Bize (né en 1901), neurologue et criminologue français[1].